# Battaglia di Spotsylvania Court House
La battaglia di Spotsylvania Court House, talvolta chiamata semplicemente battaglia di Spotsylvania, fu la seconda battaglia nella Campagna Terrestre della guerra di secessione americana condotta dal tenente generale Ulysses S. Grant nel 1864. Fu combattuta nei pressi dell'area centrale della Virginia dei fiumi Rapidan-Rappahannock, una regione in cui più di 100000 uomini su entrambi i fronti combatterono fra il 1862 e il 1864.
La battaglia fu combattuta dall'8 maggio al 21 maggio 1864, lungo una linea di fronte di 4 miglia, con l'Armata della Virginia Settentrionale comandata dal generale Robert E. Lee che tentava una seconda volta di arrestare l'offensiva primaverile dell'esercito unionista dell'Armata del Potomac al comando del tenente generale Ulysses S. Grant e del maggiore generale George G. Meade. Ebbe luogo una settimana dopo la cruenta e inconcludente battaglia del Wilderness e vide contrapposti appena 52000 soldati confederati e 100000 soldati unionisti. Ancora una volta il genio di Lee permise all'esercito confederato di arrestare l'avanzata di una forza di gran lunga superiore, tuttavia l'abilità di Grant nell'adattarsi ad ogni imprevisto e la sua rapidità nel mutare i piani, gli consentirono di capovolgere l'esito dello scontro sul campo,  mantenendo l'iniziativa.

## Antefatti
Dopo che Lee ebbe contenuto l'avanzata unionista nel Wilderness, Grant, anziché seguire le orme dei suoi predecessori ed arretrare ritirandosi dietro al Rapidan, mosse verso sud l'offensiva strategica, tentando di interporsi tra Richmond e l'Armata della Virginia Settentrionale. Grant conscio della superiorità numerica (100000 uomini contro 52000) decise di sfruttare il vantaggio che la sua posizione gli concedeva e che gli permetteva di scivolare attorno al fianco destro di Lee e di continuare a muoversi a sud, verso la capitale confederata. Egli aveva già posto in movimento truppe dalla notte del 7 maggio, proprio un giorno dopo la fine della battaglia del Wilderness, e l'8 maggio inviò il maggiore generale Gouverneur K. Warren e il suo V Corpo a prendere Spotsylvania, 10 miglia a sudest. Lee anticipò il movimento di Grant e spedì forze a intercettarlo: la cavalleria al comando del maggiore generale J.E.B. Stuart e il I Corpo, comandato dal maggiore generale Richard H. Anderson, dal momento che il suo comandante usuale, il Tenente Generale James Longstreet, era stato gravemente ferito durante la battaglia del Wilderness.

## Battaglia
I Confederati vinsero la corsa per arrivare primi a Spotsylvania e il 9 maggio entrambi gli eserciti cominciarono a prendere nuove posizioni a nord della cittadina. Le forze dell'Unione saggiarono il 9 stesso le linee dei Confederati con schermaglie, al fine di determinare il piazzamento delle forze difensive avversarie. Il comandante unionista del VI Corpo, maggiore generale John Sedgwick, fu ucciso da un cecchino e il suo comando fu preso dal maggiore generale Horatio G. Wright. Lee dispiegò i suoi uomini in una linea di trincee che si prolungava per oltre 4 miglia, con l'artiglieria piazzata in modo da consentirgli di prendere d'infilata ogni forza attaccante. Vi era solo un aspetto debole nella linea di Lee - un saliente esposto noto come "Mule Shoe" (ferro di mulo) che si estendeva per più di un miglio di fronte alla principale linea di trincea. Lee individuò tale punto debole durante il combattimento del 10 maggio, quando 12 reggimenti al comando del Col. Emory Upton seguitarono ad ammassarsi, sotto un intenso fuoco d'artiglieria, urtando contro la stretta linea del fronte costituito dal "Ferro di mulo". Costoro infransero letteralmente la linea confederata e il II Corpo soffrì duramente per respingerli. L'attacco di Upton gli fece guadagnare una promozione sul campo a Brigadier Generale e divenne un argomento principale dei manuali militari su come si dovesse rompere una linea di trincea nemica. Tattiche similari furono usate dai Tedeschi nella loro fortunata "Operazione Michael" offensiva militare del marzo 1918 durante la prima guerra mondiale.
Lee, avvedendosi del pericolo, cominciò a disporsi su una nuova linea difensiva dall'altra parte della parte posteriore del "Ferro di mulo" quella stessa notte ma, prima che avesse finito il movimento, Grant inviò l'intero suo II Corpo di 15000 uomini, comandato dal Mag. Gen. Winfield S. Hancock, ad attaccare la posizione nello stesso modo attuato da Upton. Questa volta il varco aperto nella linea confederata fu completa, in larga misura grazie a un ordine impartito da Lee che aveva già fatto arretrare gran parte dell'artiglieria confederata su una nuova linea. Il II Corpo prese circa 4000 prigionieri e probabilmente avrebbe tagliato in due l'Armata della Virginia Settentrionale se il IX Corpo (Mag. Gen. Ambrose E. Burnside) lo avesse sostenuto nell'attacco al fianco destro confederato, respingendo i loro attacchi con decisione. Invece Lee fu in grado di far scivolare migliaia di suoi soldati a fronteggiare la minaccia. Grazie all'insufficiente azione di comando messa in mostra dal Ten. Gen. Richard S. Ewell, Lee si vide costretto a guidare personalmente i soldati del Secondo Corpo al contrattacco. I suoi uomini capirono il pericolo al quale si stava sottoponendo e rifiutarono di avanzare finché Lee non accettò di portarsi in una posizione più sicura nelle retrovie. Questo episodio noto come "General Lee to the rear" manifesta lo stretto legame che il Generale aveva con le sue truppe e divenne famoso negli anni a venire, generando persino un poema sull'accaduto. La battaglia del "Ferro di mulo" durò per un intero giorno e una nottata, finché i Confederati non ebbero ripreso lentamente tutto il terreno che avevano perduto, infliggendo pesanti perdite al II Corpo e al VI Corpo inviato di rinforzo.
Alle 3 di notte del 13 maggio, proprio mentre i Confederati avevano completato l'espulsione del II Corpo dal "Ferro di mulo", la nuova linea di fronte era approntata e Lee aveva posto i suoi tartassati uomini dietro di essa. Più di 10000 uomini caddero al "Ferro di mulo", che passò ora alle forze unioniste senza combattere. Il 18 maggio, Grant spedì due dei suoi Corpi all'attacco della nuova linea ma essi andarono incontro a una sanguinosa risposta che li fece arretrare. Ciò convinse Grant, che aveva promesso di "combattere su questa linea, se fosse servito, tutta l'estate", che gli uomini di Lee non potevano essere sloggiati dalla linea da loro costituita a Spotsylvania.
Grant, fermato da Lee una seconda volta, rispose allo stesso modo di due settimane prima. Spostò il peso del suo esercito sul fianco destro e ancora una volta mosse verso SE, lungo strade che Lee non era in grado di bloccare. Il 20–21 maggio i due eserciti si trovarono in condizione di prendere posizione sul fiume North Anna, un'altra dozzina di miglia più vicino a Richmond.

## Conseguenze
Una volta di più le tattiche di Lee inflissero severe perdite all'esercito di Grant. Questa volta il prezzo pagato fu di più di 18000 uomini, dei quali non meno di 3000 furono i caduti. In due settimane di combattimento, Grant perse 35000 uomini, e altri 20000 tornarono a casa per fine ferma. Difatti Grant a un certo momento dello scontro sul North Anna ebbe meno di 65000 effettivi.

Ma neppure Lee uscì da queste battaglie senza danni. A Spotsylvania perse altri 10–13000 uomini, dei quali quasi 6000 caduti prigionieri del nemico, e i Confederati dovettero sguarnire altri fronti per rinforzarlo. Quel che è peggio l'esercito subì pesanti perdite nelle unità di veterani e fra i suoi migliori ufficiali, in particolare Jeb Stuart caduto a Yellow Tavern l'11 maggio. Venuto a mancare il più talentuoso comandante di cavalleria della guerra, i confederati avrebbero perso per sempre il dominio in questo comparto: la cavalleria federale ne approfittò subito e guidata dal generale Sheridan distrusse un grande deposito sudista contenente oltre 1500000 razioni di viveri e tutte le riserve di medicinali confederate. La mancanza di Stuart, di Longstreet e di molti tra i veterani dell'Armata della Virginia settentrionale si sarebbe fortemente sentita sul North Anna, di fatto salvando Grant da un disastro quando il suo esercito decimato fu posizionato malamente e fu a un passo dall'essere annientato. Lee non lo fece perché l'Armata della Virginia Settentrionale fu incapace di attaccarlo. L'esercito di Lee non avrebbe più riguadagnato l'iniziativa che aveva perduto in quelle due settimane del maggio 1864.

## Perdite
Le stime variano per quanto riguarda le perdite a Spotsylvania Court House. La seguente tabella sintetizza le stime traendole da una varietà di fonti abbastanza diffuse:
| Fonte                               | Unione | Unione | Unione              | Unione   | Confederazione | Confederazione | Confederazione      | Confederazione |
| Fonte                               | Uccisi | Feriti | Catturati/ Dispersi | Totale   | Uccisi         | Feriti         | Catturati/ Dispersi | Totale         |
| ----------------------------------- | ------ | ------ | ------------------- | -------- | -------------- | -------------- | ------------------- | -------------- |
| National Service Park               |        |        |                     | 18000    |                |                |                     | 12000          |
| Bonekemper, A Victor, Not a Butcher | 2725   | 13416  | 2258                | 18399    | 1467           | 6235           | 5719                | 13421          |
| Eicher, Longest Night               |        |        |                     | 17500    |                |                |                     | 10000          |
| Esposito, West Point Atlas          |        |        |                     | 17–18000 |                |                |                     | 9–10000        |
| Fox, Regimental Losses              | 2725   | 13416  | 2258                | 18399    |                |                |                     |                |
| Smith, Grant                        | 2271   | 9360   | 1970                | 13601    |                |                |                     |                |

Porzioni del campo di battaglia di Spotsylvania Court House sono attualmente preservata come parti del Parco Nazionale Militare di Fredericksburg e Spotsylvania.